# Heinrich Forster
Heinrich Georg Forster (* 14. Januar 1897 in Langenaltheim; † 25. Oktober 1955 bei Hanau) war deutscher SS-Hauptsturmführer (1941) und Lagerführer in Konzentrationslagern.

## Leben
Heinrich Forster war Sohn eines Steinmetzes. Nach der Volksschule arbeitete er in der Forst- und Landwirtschaft. Zu Beginn des Ersten Weltkriegs meldete er sich zur Marine. Nach Kriegsende arbeitete er zunächst bei der Reichsbahn in Schwerin. Anschließend vier Jahre lang war er Inhaber eines Tabakgeschäfts, dann arbeitete er zwei Jahre im Straßenbahndienst der Berliner Verkehrsgesellschaft. Im September 1931 wurde er Mitglied der SA. Zum 1. Dezember 1931 trat er der NSDAP bei (Mitgliedsnummer 829.889). Im selben Monat wechselte er in die SS (SS-Nummer 36.647). Seit Herbst 1931 war er arbeitslos. Im Mai 1933 erhielt er einen Posten im Bezirksamt Reinickendorf als Verwalter der Frohnauer Waldfriedhofs.
Im August 1938 wurde er in den Kommandanturstab des KZ Sachsenhausen berufen. Von Mai 1940 bis August 1942 war Forster Schutzhaftlagerführer im KZ Sachsenhausen. Danach war Forster von Ende 1942 bis Mitte 1943 als Lagerführer im Außenlager Drütte des KZ Neuengamme eingesetzt. Anschließend wurde Forster Lagerführer im Außenlager Schaulen des KZ Kauen. Von Januar 1944 bis Juli 1944 war Forster Schutzhaftlagerführer im Arbeitslager Dora. Von Ende Juli 1944 bis September 1944 war er Lagerleiter im KZ-Außenlagerkomplex Kaufering und anschließend bis Dezember 1944 im Außenlager Hersbruck des KZ Flossenbürg ebenfalls dortiger Lagerführer. Aufgrund von militärischem Ungehorsam soll er danach bis Kriegsende bei Divisionen der Waffen-SS eingesetzt worden sein.
Nach Kriegsende tauchte Forster unter und lebte unter dem Pseudonym „Hans Reich“ unentdeckt in Hessen. Forster alias Reich verstarb im Oktober 1955 bei Hanau aufgrund eines Fahrradunfalls.